# Gustavia serrata
Gustavia serrata är en tvåhjärtbladig växtart som beskrevs av Scott A. Mori. Gustavia serrata ingår i släktet Gustavia och familjen Lecythidaceae. IUCN kategoriserar arten globalt som starkt hotad.
Artens utbredningsområde är Ecuador. Inga underarter finns listade i Catalogue of Life.